# Bad Boys Blue
Bad Boys Blue est un groupe dance-pop allemand de type italo-disco, formé en 1984 à Cologne, par Andrew Thomas (chant, né le 25 mai 1946, à San Francisco et mort le 21 juillet 2009 à Cologne), John McInerney (chant, né le 17 septembre 1957 à Liverpool au Royaume-Uni) et Trevor Taylor (chant, né le 11 janvier 1958 en Jamaïque et mort le 19 janvier 2008 à Cologne).

## Carrière

### Leurs débuts
Le groupe est formé pendant l'été 1984 par le producteur allemand Tony Hendrik et son épouse, Karin Van Harren.
Le trio original est composé de Andrew Thomas, John McInerney et de Trevor Taylor, le chanteur initial.
Le premier single L.O.V.E. In My Car est un échec. Le groupe sort dans la foulée le single You're a woman, qui rencontre alors un grand succès et se hisse dans le top 10 des singles dans la plupart des pays européens. Les singles suivants connaissent eux aussi beaucoup de succès (Pretty young girl, I Wanna Hear Your Heartbeat (Sunday Girl)).
En 1987, la sortie du single Come back and stay marque les grands débuts de John McInerney comme chanteur principal.
Bien que la voix ait été à l'origine enregistrée comme démo avec la voix de Trevor Taylor, les producteurs ont subjectivement choisi la version de John McInerney. Ceci a créé une tension dans le groupe, entraînant le départ de Trevor Taylor, qui n'a pas accepté le choix des producteurs.

### Les années 1990
Grâce à la qualité des singles, le groupe devient alors ultra populaire en Europe de l'Est et en Afrique du Sud, avec également des tournées à guichet fermé en Russie et en Ukraine.
En revanche, le groupe n'a jamais connu de succès notable en Angleterre ni en France et ce, malgré quelques refrains chantés en français (titres Mon Ami, Hungry for Love, A World Without You...)
Quant aux États-Unis, le groupe a réussi à classer deux titres, Save your love et Luv 4 U, qui sont issus des deux albums Totally (1992) et To Blue Horizons (1994).
Le groupe a connu de nombreux changements. En 1988, Trevor Taylor a laissé le groupe — une année après avoir été pratiquement rétrogradé au rang de chanteur de secours — mais a été invité à rejoindre le groupe l'année suivante pour des sessions d'enregistrement du single Hungry for Love, qui devait figurer sur la première compilation du groupe Bad Boys Best. Le départ de Trevor Taylor a, de manière permanente, fixé la position de John McInerney comme nouveau chanteur lead du groupe.
Trevor Taylor a été remplacé par Trevor Bannister, qui quitta le groupe en 1993. Les deux membres restants ont alors fonctionné comme un duo. Mo Russel rejoignit le groupe en 1995. 2000, Kevin McCoy remplaça Mo Russel, mais les quitta en 2003. Les Bad Boys Blue se retrouvèrent à deux encore une fois.
En 2005, A.Thomas et J.McInerney se sont séparés dans des circonstances moins qu'amicales. Carlos Ferreira a rejoint John Mc Inerney en 2006 et ils tournent ensemble.
John Mc Inerney (le chanteur lead depuis 1987) ne se contente pas de ne faire que des concerts avec les anciens tubes, il a sorti un nouvel album en 2008, produit en collaboration avec les français de MS Project (EMI). Le nouvel album, entièrement écrit et produit par Johann Perrier et coproduit par Antoine Blanc (MS Project), comprend 13 titres originaux dans la plus pure tradition musicale des Bad Boys Blue. Johann Perrier le producteur exécutif de l'album connaît très bien le style musical des BBB qu'il écoute depuis 1984. Il a, par ailleurs, travaillé avant avec OMD (Orchestral Manoeuvres in the Dark), FR David, Leee John (Imagination), Systems in Blue, Kaoma, Michael Fortunati, Gibson Brothers, Ottawan, Magazine 60…

### Aujourd'hui
Le 19 janvier 2008, huit jours après son cinquantième anniversaire, Trevor Oliver Taylor, le chanteur officiel du groupe de 84 à 87, est mort d'une attaque.
2009 est l'année des 25 ans du groupe Bad Boys Blue. À cet effet, John Mc Inerney et son producteur Johann Perrier travaillent actuellement à la réalisation d'un double album remix des plus grands tubes du groupe. Ce double album remix porterait le nom de 25 et serait prévu pour la rentrée 2009. L'album sera entièrement rechanté par John McInerney et sera produit et réalisé par Johann Perrier.
Le 1er juin 2009, Queen of my dreams, le 2e single extrait de l'album heart and soul, sera disponible en digital dans le monde entier.
L'album 25, consacré aux 25 ans du groupe, sera réalisé par Johann Perrier et coproduit avec Coconut Music le label d'origine des Bad Boys Blue.
Andrew Thomas est mort à Cologne à l'âge de 63 ans, ce qui fait de John Mc Inerney le seul membre encore vivant de la formation d'origine créée en 1984.
Le 1er single de 25 sera Come back and stay 2010 avec près de 10 remixes réalisés par MS Project, Alex Twister, Almighty...
Le clip de Come back and stay 2010 sera tourné mi-mai 2010.
25 produit par Modern Romantics Productions et Coconut Music sortira sur le marché allemand pour mi-juin 2010 en version 2 CD et 1 DVD bonus.
En septembre 2011, John McInerney décide d'achever sa collaboration avec Carlos Ferreira.
En octobre 2011, le groupe a été rejoint par Kenny « Krayzee » Lewis, connu pour son travail avec C. C. Catch, Touche et Mark'Oh avec lequel la collaboration n'a duré que quelques mois, la configuration des Bad Boys Blue est depuis 2012: John Mc Inerney accompagné de Edith Miracle & Sylwia Mc Inerney.
En 2014: un nouvel album a été enregistré en studios en Allemagne avec la participation de Andy Mattern, Tony Hendrik (producteur original de BBB) ainsi que de Johann Perrier (Producteur de "Heart & soul" et de "25") avec des chansons nouvelles dont certaines sont interprétées en live comme "Heavenly " ou" Owner of my dreams"). Cet album reste inédit et non publié à ce jour.
En 2015: Coconut Music sort l'album "30" pour les 30 ans de BBB avec des remixes et des bonus.
Novembre 2018: Sortie de "Heart & Soul-Recharged" (The 10 years anniversary Special Re-Edition") : Réédition spéciale de l'album "Heart & Soul" paru en 2008, l'album a été entièrement rejoué et recréé par Johann Perrier (le producteur de l'album original), l'idée étant de faire comme si l'album avait été créé aujourd'hui.
Octobre 2020: Sortie du nouveau single "Killers" et de l'album "Tears turning to ice" écrit et produit par David Brandes qui avait déjà réalisé et produit l'album de 2003 "Around the world" .
Juillet 2022: sortie de l album « 25:The Long Mixes » qui réunit les versions longues inédites de l album « 25 ».
À la suite de nombreuses demandes de fans sur du matériel inédit de « 25 », Johann Perrier le producteur de l album a retravaillé, refait un nouveau mixage et un nouveau mastering sur les versions longues de cet album qui étaient inédites à ce jour .

## Discographie

### Albums
- 1985 : Hot Girls, Bad Boys [#50 Germany, #9 Switzerland, #30 Sweden, #12 Finland]
- 1986 : Heart Beat
- 1987 : Love Is No Crime[#13 Finland]
- 1988 : My Blue World [#48 Germany, #20 Finland]
- 1989 : The Fifth [#2 Finland]
- 1990 : Game Of Love [#7 Finland]
- 1991 : House Of Silence [#5 Finland]
- 1992 : Totally [#83 Germany, #15 Finland]
- 1993 : Kiss [#32 Finland]
- 1994 : Completely Remixed
- 1994 : To Blue Horizons [#83 Germany, #25 Finland]
- 1996 : Bang Bang Bang
- 1998 : Back [# 28 Germany, #2 Finland]
- 1999 : ...Continued [#38 Germany, #21 Finland]
- 1999 : Follow The Light [#80 Germany]
- 2000 : Tonite
- 2003 : Around The World [#43 Germany, #27 Finland]
- 2008 : Heart & Soul(#24-Sales Chart Poland, #70-Album & Compilations Sales Chart Poland, #5-Euro-HiNRG Top 10 Albums Chart, #50 Hungary)
- 2009 : Rarities Remixed
- 2010 : 25 (The 25th Anniversary Album) (2 CD + DVD)
- 2015 : 30 (2 CD)
- 2018 : Heart & Soul-Recharged (The 10 years anniversary Special Re-Edition)
- 2020: Tears Turning To Ice
- 2022: « 25: The Long Mixes »

### Singles
- 1984 : L.O.V.E. In My Car
- 1985 : You're A Woman [#8 Germany, #2 Switzerland, #1 Austria, #2 Sweden, #30 Netherlands, #1 Israel, #47 France]
- 1985 : Pretty Young Girl [#29 Germany, #30 Switzerland, #14 Austria, #9 Sweden]
- 1985 : Bad Boys Blue
- 1986 : Kisses And Tears (My One And Only) [#22 Germany, #26 Switzerland, #15 Finland]
- 1986 : Love Really Hurts Without You
- 1986 : I Wanna Hear Your Heartbeat >Sunday Girl< [#14 Germany, #21 Switzerland, #15 Finland]
- 1987 : Gimme Gimme Your Lovin' >Little Lady<
- 1987 : Kiss You All Over, Baby
- 1987 : Come Back And Stay [#18 Germany, #13 Finland]
- 1988 : Don't Walk Away Suzanne [#44 Germany]
- 1988 : Lovers In the Sand [#42 Germany]
- 1988 : Lovers In the Sand (Remix)
- 1988 : A World Without You >Michelle< [#17 Germany]
- 1988 : A World Without You >Michelle< (Remix)
- 1988 : Hungry For Love [#26 Germany, #16 Finland]
- 1989 : Hungry For Love (Hot-House Sex Mix)
- 1989 : Lady In Black [#16 Germany, #6 Finland]
- 1989 : A Train To Nowhere [#27 Germany, #11 Finland]
- 1990 : Mega-Mix vol. 1 (The Official Bootleg Megamix, vol. 1)
- 1990 : How I Need You  [#33 Germany, #15 Finland]
- 1990 : Queen Of Hearts [#28 Germany, #3 Finland]
- 1991 : Jungle In My Heart [#41 Germany]
- 1991 : House Of Silence [#5 Finland]
- 1992 : I Totally Miss You [#2 Finland]
- 1992 : Save Your Love [#81 US Billboard Hot 100, #12 Finland, #16 Germany, #89 US]
- 1993 : A Love Like This
- 1993 : Kiss You All Over, Baby [#16 Finland]
- 1993 : Go Go (Love Overload) [#7 Finland]
- 1994 : Dance Remixes
- 1994 : Luv 4 U [#19 Finland, #40 U.S. Hot Dance Music Club Play]
- 1994 : What Else ?
- 1995 : Hold You In My Arms
- 1996 : Anywhere
- 1998 : You're A Woman '98 [#52 Germany, #4 Finland]
- 1998 : The Turbo Megamix [#9 Finland]
- 1998 : From Heaven To Heartache
- 1999 : The Turbo Megamix vol. 2 [#73 Germany]
- 1999 : The-Hit-Pack
- 1999 : Hold You In My Arms
- 2000 : I'll Be Good
- 2003 : Lover On The Line [#72 Germany]
- 2003 : Baby Come Home (promotional release)
- 2003 : Babe (promotional release)
- 2008 : Still In Love [#18 Ballermann Charts, #7 TOP 50 Soundhouse Charts, #5 Disco & Pop Soundhouse Charts, #1 European DJ Charts Top30, #45 Euro-HiNRG Top 50 Club Chart]
- 2009 : Still In Love/Almighty Remixes (promotional release)
- 2009 : Queen Of My Dreams (digital release) [#17 German dance charts]
- 2010 : Come Back And Stay Re-Recorded 2010 (physical & digital release)
- 2015 : You're A Woman 2015
- 2018 : Queen Of My Dreams (Recharged)
- 2020 : With Our Love (with Tom Hooker & Scarlett)
- 2020 : Killers
- 2020 : Tears Turning To Ice (Remix)
- 2022: Come Back and Stay 2022 (MS Project & Jay Frog Remixes)

### Compilations
- 1988 : The Best Of - Don't Walk Away Suzanne (Spain)
- 1989 : Bad Boys Best
- 1989 : Super 20
- 1991 : You´re A Woman (Star Collection)
- 1991 : The Best Of (Finland)
- 1992 : More Bad Boys Best
- 1992 : More Bad Boys Best vol. 2
- 1993 : Bad Boys Blue (US)
- 1993 : All Time Greatest Hits (South Africa)
- 1993 : Dancing With The Bad Boys
- 1994 : You're A Woman
- 1998 : With Love From... Bad Boys Blue… — The Best Of The Ballads
- 1999 : Portrait
- 1999 : Pretty Young Girl
- 2001 : Bad Boys Best 2001
- 2001 : The Very Best Of (UK)
- 2003 : In The Mix
- 2003 : Gwiazdy XX Wieku - Największe Przeboje (Poland)
- 2004 : Hit Collection vol. 1 -You're A Woman
- 2004 : Hit Collection vol. 2 - The Best Of
- 2004 : The Best Of (Russia)
- 2005 : Hungry For Love
- 2005 : Greatest Hits (2 CD)
- 2005 : Greatest Hits Remixed
- 2005 : The Biggest Hits Of (South Africa)
- 2006 : Hit Collection (3CD BOX)
- 2007 : Bad Boys Best
- 2008 : The Single Hits (Greatest Hits)
- 2009 : Unforgettable
- 2010 : Bad Boys Essential (3 CD) (Poland)
- 2014 : The Original Maxi-Singles Collection (2 CD)
- 2015 : The Original Maxi-Singles Collection Volume 2 (2 CD)
- 2017 : The Best Of (Poland)
- 2018 : Super Hits 1 (Russia)
- 2018 : Super Hits 2 (Russia)
- 2019 : My Star

### DVD
- 2005 : 1985 — 2005 | Video Collection
- 2007 : Bad Boys Best Videos
- 2012 : Live On TV